# أمفغ جايا
أمفغ جايا، والمعروفة أكثر باسم أمفغ، هي مدينة ومقيم ودائرة انتخابية برلمانية تقع شرق سلاغور في ماليزيا. تقع خارج الحدود الشرقية لولاية كوالالمبور الاتحادية.

## التاريخ
تأسست كوالالمبور في عام 1857 عند التقاء نهر سونجي لامبور (الآن نهر جومباك) ونهر كلاغ، الذي يضم الآن المسجد الجامع كوالالمبور قبل وصول الصينيين لتعدين القصدير، كانت كوالالمبور قرية صغيرة بها العديد من المتاجر والمنازل فقط. أرسل راجا عبد الله، وهو أيضًا ممثل السلطان في كلاغ وراجا جمعة 87 عاملاً صينياً من لوكوت في عام 1857 لفتح مناجم القصدير في أمفغ، وبالتالي بدأ تطوير كوالالمبور. كانت أمفغ واحدة من أقدم المناطق في وادي كلاغ التي فُتحت لتعدين القصدير. اشتق اسم «أمفغ» من التهجئة القديمة لكلمة ماليزية تعني السد؛ في إشارة إلى سدود عمال المناجم.
منذ الحكم الاستعماري وحتى فبراير 1974، كانت منطقة أمفغ جزءًا من منطقة كوالالمبور الكبرى في سلاغور. بعد إنشاء الولاية الاتحادية لكوالالمبور في 1 فبراير 1974، قُسمت مديرية أمفغ إلى قسمين؛ أصبح الجزء الغربي، الواقع داخل الولاية الاتحادية: أمفغ كوالالمبور، وظل الجزء الشرقي في سلاغور.
خلال ذروة حالة الطوارئ في الملايو في الخمسينيات من القرن الماضي، أنشأ البريطانيون قرية أمفغ الجديدة، والتي أصبحت واحدة من أكبر المستوطنات الصينية في وادي كلاغ.

## التركيبة السكانية
الإحصاء العرقي في أمفغ جايا لعام 2009
تشتهر أمفغ بتركيبتها العرقية المتنوعة. تظهر البيانات أن 56.5٪ من سكانها هم من الملايو، بينما يشكل الصينيون حوالي 30٪. ويشكل الهنود 7٪ ، والباقي من أعراق وجنسيات ومغتربين آخرين.